# Laconia Municipal Airport

i7
i11
i13
Der Laconia Municipal Airport (IATA-Code: LCI, ICAO-Code: KLCI) ist ein Flugplatz in Gilford im Belknap County von New Hampshire, einem der Neuenglandstaaten der USA. Er entstand kurz nach dem Zweiten Weltkrieg und wurde im Oktober 1946 eröffnet. Im New Hampshire State Airport System Plan ist er als Regionalflugplatz eingestuft und befindet sich im Eigentum der City of Laconia. Die Verwaltung übernimmt die Laconia Airport Authority. Zum Passagieraufkommen tragen die Besucher von Feriencamps in der Lake Region von New Hampshire ebenso bei wie die Besitzer von Sommerhäusern, Besucher der Laconia Bike Week und des New Hampshire Motor Speedway, Geschäftsreisende und Patienten und Besucher des Lakes Region General Hospital.

## Lage
Der Flugplatz liegt ungeachtet des Namens in Gilford, der östlich an Laconia anschließenden Gemeinde, zwischen dem Lake Winnisquam und dem Lake Winnipesaukee. Vom Stadtzentrum von Laconia aus liegt er nordöstlich in etwa 5,6 Kilometern Entfernung. Direkt südlich verläuft die New Hampshire Route NH-11, die direkt westlich des Flugplatzes mit der US-3 zusammentrifft. Der Interstate 93 ist etwa 20 km entfernt.

## Anlagen
Die Start- und Landebahn 08/26 ist 1795 Meter lang, 30 Meter breit und asphaltiert. Es gibt Präzisions- und Nichtpräzisionsanflugverfahren. Auf beiden Seiten der Bahn gibt es Rollwege. Diese sind wie auch das Vorfeld ebenfalls asphaltiert. Eine zweite Landebahn ist stillgelegt und wird als Rollweg zu den an ihrem nördlichen Ende gelegenen weiteren Hangars und Abstellflächen genutzt.
Auf dem Flugplatz gibt es zwei Firmen (Fixed Base Operator), die neben Hangars und Abstellplätzen mit Verankerungen, umfangreiche Wartungs- und Reparaturkapazitäten für Triebwerke und Zellen, Kerosin und AvGas zum Teil auch Flugunterricht, Catering-, Sanitär- und andere Dienstleistungen anbieten. Insgesamt gibt es 47 T- und 17 konventionelle Hangars sowie 82 Abstellplätze mit Verankerungen im Freien.

## Flugbewegungen
In zwölf Monaten fanden 44.100 Flugbewegungen statt (Stand September 2019). Davon entfielen 400 auf Lufttaxiflüge, 40.000 auf  Luftverkehr von und nach Laconia, 3595 auf Zwischenlandungen und 105 auf Militärflüge.

## Zwischenfall
- Am 28. Juli 1973 stürzte eine Piper Cherokee kurz nach dem Start etwa eine Meile vom Flugplatz entfernt vor Gilford in den Lake Winnipesaukee. Keiner der drei Insassen überlebte.[6]